# Juin 2009 en économie (activité humaine)
| • Chronologie générale de l'économie • |

| • Chronologie générale de l'économie • |

| Années de l'économie : 2006 - 2007 - 2008 - 2009 - 2010 - 2011 - 2012    |
| Décennies de l'économie : 1970 - 1980 - 1990 - 2000 - 2010 - 2020 - 2030 |

2009 en économie : Janvier Février Mars Avril Mai Juin Juillet Août Septembre Octobre Novembre Décembre

## Chronologie

### Lundi1erjuin 2009
- États-Unis :
  - Le constructeur automobile, General Motors, annonce le dépôt de son bilan pour s'engager dans un processus de redressement judiciaire qui devrait durer de 60 à 90 jours et impliquer la fermeture de quatorze de ses sites industriels d'ici 2012. Les États-Unis et le Canada vont apporter respectivement 30,1 milliards et 9,5 milliards de dollars au nouveau constructeur automobile General Motors, dont ils contrôleront 60 % et 12 % du capital à l'issue de sa restructuration.
  - Le tribunal approuve la cession du constructeur automobile Chrysler à un groupe d'investisseurs emmené par l'italien Fiat (20 %) pour 2 milliards de dollars. Les autres investisseurs sont les syndicats de l'entreprise (68 %), et les États américains et canadiens.
  - La banque JPMorgan Chase annonce une augmentation de capital de 5 milliards de dollars afin de réunir une partie des capitaux nécessaires au remboursement des 25 milliards de dollars de fonds fédéraux avancés par le Trésor depuis l'automne. Cette opération de remboursement est autorisée par l'État sous certaines conditions financières, dont le maintien du ratio de fonds propres au-dessus des limites réglementaires.
  - La Bourse de New York s'est hissée à son plus haut niveau depuis début janvier, dopée par des indicateurs encourageants aux États-Unis et en Chine et soulagée après le dépôt de bilan de General Motors.

### Mardi2 juin 2009
- Irlande : La compagnie aérienne Ryanair annonce une perte nette de 169,17 millions d'euros en 2008/09, due notamment à une dépréciation de sa part dans Aer Lingus, juins elle a estimé qu'elle reviendrait à un bénéfice de 200 à 300 millions d'euros dès cette année.

- Union européenne :
  - Le taux de chômage dans la zone euro a franchi la barre des 9 % en avril, à 9,2 %, soit son plus haut niveau depuis septembre 1999. En un mois, le nombre de sans-emploi a progressé de 396 000 dans la zone euro pour arriver à un total à 14,579 millions de personnes.
  - La ministre française de l'Économie, Christine Lagarde, propose d'assouplir les règles en vigueur dans l'Union européenne en matière d'endettement public afin de permettre une gestion distincte des déficits liés directement aux plans de relance : « Ces déficits causés par la crise, qui aboutissent aussi à des dettes liées à la crise, devraient selon moi être gérés séparément [...] La priorité n'est pas encore de réduire les déficits et la dette. Pour l'instant, nous devons nous concentrer totalement sur la préservation des emplois et la création d'emplois nouveaux »[1].

### Mercredi3 juin 2009
- Italie : Deux ressortissants japonais, âgés d'une cinquantaine d'années, sont arrêtés par la douane après la découverte dans le double-fond d'une valise de « 249 obligations de la Réserve fédérale américaine d'une valeur de 500 millions de dollars chacune ainsi que dix obligations Kennedy d'une valeur nominale d'un milliard de dollars chacune », soit plus de 130 milliards de dollars. La loi européenne interdit de transporter une somme supérieure à 10 000 euros sans la notifier aux services douaniers lors de la sortie du territoire.

### Jeudi4 juin 2009
- États-Unis :
  - La maison-mère de la compagnie aérienne United Airlines, lance un appel d'offres pour une commande susceptible de porter sur 150 avions. La commande vise à remplacer une bonne partie des 111 gros porteurs de la flotte actuelle d'United ainsi que certains de ses 97 Boeing 757. Le montant de la commande pourrait dépasser 10 milliards de dollars (sept milliards d'euros).
  - Le nombre d'inscrits à l'assurance chômage a baissé légèrement la semaine dernière (-15 000) pour la première fois depuis 20 semaines; il s'élève à 6,7 millions, tandis que le nombre des nouvelles inscriptions a également baissé.

- Islande : La banque centrale annonce la baisse de son principal taux directeur de 1 point, retrouvant à 12,0 % le niveau pratiqué avant la crise financière qui a mis à bas l'économie de l'île. C'est la quatrième baisse des taux en l'espace de trois mois.

- Kosovo : Le Premier ministre, Hashim Thaci, annonce que le Kosovo est désormais admis comme membre de la Banque mondiale et « dans quelques jours, une délégation officielle partirait pour Washington pour signer l'accord d'admission au FMI et à la Banque mondiale ». Début juin, le FMI avait annoncé l'admission du Kosovo comme son 186e membre.

### Vendredi5 juin 2009
- Espagne : Le pays a enregistré en avril un nouveau recul prononcé de sa production industrielle, de -19,7 % sur un an en données corrigées de variations saisonnières (CVS). En données brutes, la production industrielle a chuté plus lourdement en avril de 28,6 % sur un an. Elle s'explique à la fois par la baisse de production des biens de consommation (-11,9 % en CVS), tout particulièrement des biens durables (-26,7 % en CVS), et par la baisse de production pour les biens d'équipement (-22,7 %, CVS) et les biens intermédiaires (-27,9 %, CVS).

- États-Unis :
  - Le Trésor annonce avoir versé mercredi au constructeur automobile General Motors l'aide de 30,1 milliards de dollars qui lui était promise, pour l'aider à se restructurer après son dépôt de bilan.
  - L'organisme chargé de veiller à la sécurité des consommateurs (CPSC) annonce que le fabricant de jouets Mattel a été condamné à une amende record de 2,3 millions de dollars pour avoir commercialisé des jouets contaminés au plomb.

- Ukraine : Naftogaz annonce avoir payé ce jour l'intégralité de sa facture de gaz russe pour le mois de mai.

- Union européenne : Le constructeur aéronautique européen Airbus a enregistré 21 annulations et 11 commandes nettes d'avions sur les cinq premiers mois de l'année.

### Mardi9 juin 2009
- France :
  - Le déficit commercial de la France s'est réduit en avril à 3,792 milliards d'euros, contre 4,307 milliards d'euros en mars, en raison d'une nette baisse des importations manufacturières et d'une légère baisse de la facture énergétique. Sur les douze derniers mois, le déficit cumulé s'établit à 56,835 milliards d'euros[2].
  - Le groupe Bénéteau, leader mondial de la plaisance à voile, annonce un « plan d'adaptation de l'entreprise face à la crise », prévoyant 600 licenciements. L'entreprise emploie 6 000 salariés dans le monde, dont 4 000 en Vendée. Le recul du marché de la plaisance est estimé à 50 %. Lors de l'année écoulée 840 travailleurs temporaires ont quitté l'entreprise. Fin avril, le groupe a annoncé une perte nette de 20,3 millions d'euros au premier semestre de son exercice pour cette année, contre un bénéfice net de 29,8 millions un an plus tôt[3].

- Italie : Le sous-secrétaire aux Télécommunications, Paolo Romani, annonce que le gouvernement prévoit d'investir, avec le concours du secteur privé, 1,47 milliard d'euros pour garantir l'accès de tous les Italiens à l'internet à haut débit. L'objectif est « d'éliminer la fracture numérique », estimant que « d'ici la fin 2012, tous les Italiens auront accès à internet à une vitesse comprise entre 2 et 20 mégabits », alors qu'actuellement 13 % de la population n'a pas accès ou un accès de mauvaise qualité à internet et que seulement 19 % des abonnements concernent le haut débit contre une moyenne de 22,9 % dans l'Union européenne[4].

### Mercredi10 juin 2009
- France :
  - Selon la FNAIM, entre juin 2008 à mai 2009, par rapport aux 12 mois précédents, le repli des ventes de logements est de 6,7 % (-5 % pour les appartements, -8,3 % pour les maisons). Les prix dans l'immobilier ancien ont baissé de 9,8 % au premier trimestre 2009, comparé à la même période de 2008. Ce retournement du marché intervient après une dizaine d'années de hausse ininterrompue, dont +14 % en 2003, +15,5 % en 2004, +10,9 % en 2005, +7,2 % en 2006 et +3,6 % en 2007[5].
  - Selon Pôle emploi, les suppressions d'emplois prennent de l'ampleur en France. Au premier trimestre 2009, 175 100 emplois ont été détruits dans le secteur privé couvert par l'assurance-chômage. Au total, les destructions d'emplois dans le secteur privé s'élèvent à 300 000 sur une année.

- Italie :
  - La Cour suprême des États-Unis a donné son accord pour le rachat de Chrysler par un consortium mené par Fiat, rejetant la demande de fonds de pension de l'Indiana et d'organisations de consommateurs qui réclamaient une suspension de la cession. Au terme de cette vente, Fiat détiendra 20 % du capital du nouveau Chrysler (avec une option pour monter à 35 % à terme) aux côtés du puissant syndicat UAW (55 %) et des gouvernements américain et canadien (10 %).
  - L'Institut des statistiques annonce que le PIB a chuté de 2,6 % au premier trimestre 2009 par rapport au quatrième trimestre 2008. En glissement annuel, il s'est contracté de 6,0 % au premier trimestre. Cette chute du PIB est due en particulier à une contraction de l'activité industrielle (-7,7 %) et à un repli des exportations (-11,8 %), les deux points forts de l'économie du pays. Les investissements ont baissé de 5,0 % et la consommation des ménages de 1,1 %.

### Jeudi11 juin 2009
- Chine : L'administration chinoise bloque les importations de certains véhicules du constructeur français Renault estimant qu'elles « ne respectent pas les normes obligatoires et les réglementations techniques correspondantes [...et] il existe des risques graves en matière de sécurité ». Trois modèles sont concernées : Laguna II, Mégane II et Scénic II.

### Vendredi12 juin 2009
- Espagne : La ministre de l'Économie, Elena Salgado, prévoit un déficit public de 7,9 % en 2010 et de 5,2 % en 2011, mais estime que le déficit public se réduira pour atteindre 3 % en 2012 comme l'exige le pacte de stabilité européen. L'Espagne, brutalement frappée par la crise économique, est entrée en récession fin 2008, après avoir été un des moteurs de la zone euro avec de forts taux de croissance et des comptes publics excédentaires pendant plusieurs années.

- France :
  - L'indice des prix à la consommation sur un an est négatif à -0,3 %, une première depuis 1957. Selon la ministre de l'Économie, Christine Lagarde, ce « repli de l'inflation au cours des derniers mois reflète surtout l'influence de la chute du prix du pétrole [...] mais ne traduit nullement une entrée en déflation de notre économie », car hors l'énergie et les matières premières agricoles, l'inflation se monte à +1,6 % par an[6].
  - Le constructeur d'avions d'affaires Cessna (groupe Textron) annonce la suppression de 1 300 emplois, portant à 8 200 le nombre de personnes licenciées depuis novembre, en raison d'un effondrement du carnet de commandes.
  - Le groupe Dassault Aviation a revu à la baisse son objectif de livraisons d'avions d'affaires Falcon cette année, tablant sur « environ 80 livraisons » contre 90 auparavant, et a indiqué ne pas attendre d'amélioration avant la fin de l'année.

- Hongrie : L'Union européenne débloque une nouvelle tranche d'un montant de 1,5 milliard d'euros, de l'aide promise pour aider le pays à faire face à la crise financière; la somme sera disponible d'ici à la fin du mois. Avec ce versement, La Hongrie aura perçu au total 5,5 milliards d'euros des 6,5 milliards promis par l'UE à l'automne. Cette aide est conditionnée à des mesures de rigueur pour éviter un nouveau dérapage de la dépense publique.

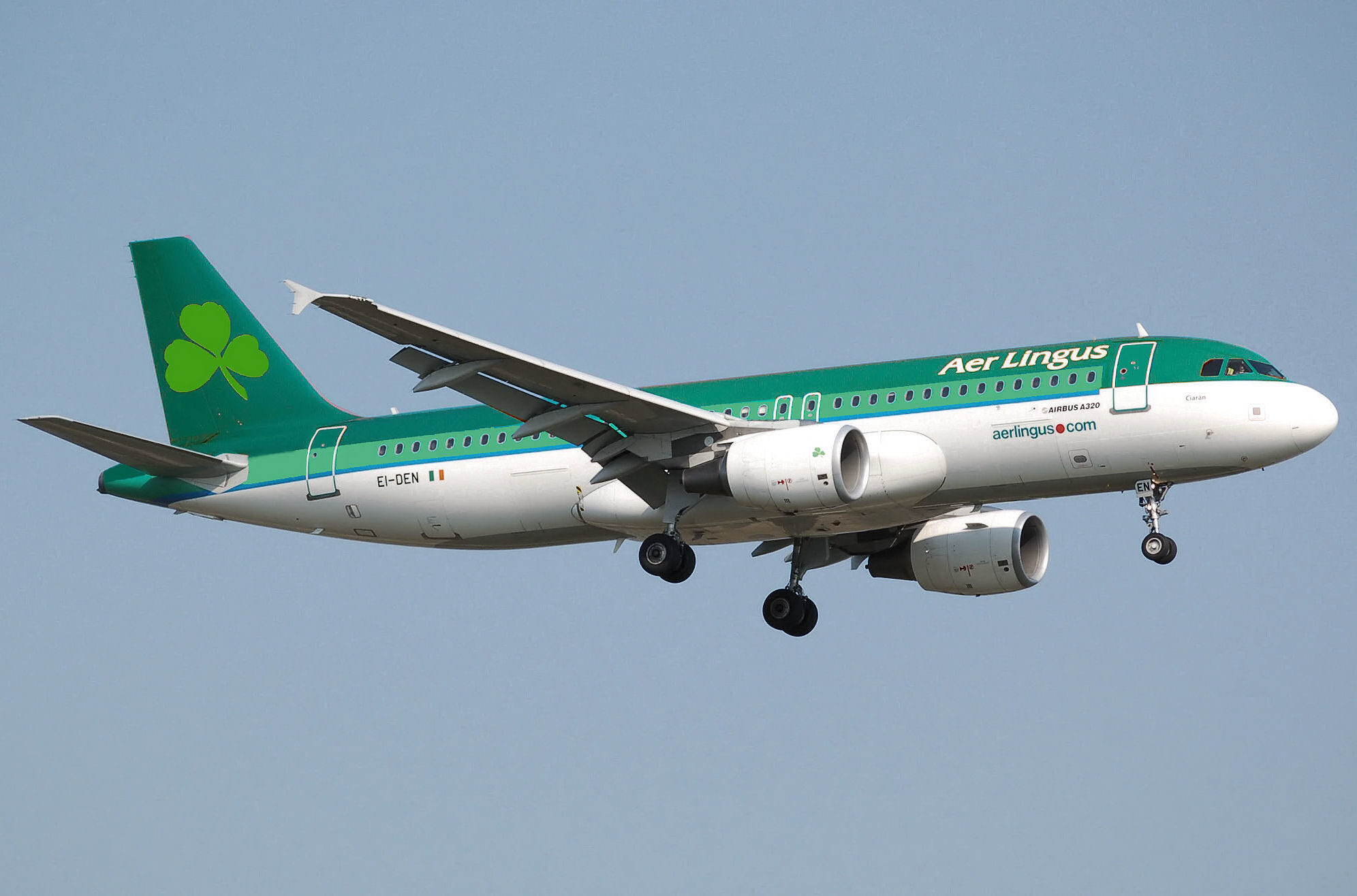
Airbus A320 d'Aer Lingus

- Irlande : La compagnie aérienne Aer Lingus, ancienne compagnie nationale, qui connaît de fortes difficultés, annonce la suspension de 25 % de ses vols long-courriers à destination et en provenance des États-Unis depuis Dublin et Shannon. Selon Ryanair, principal actionnaire d'Aer Lingus, ces annonces « illustrent l'erreur faite par la direction et le gouvernement quand ils ont rejeté l'offre de Ryanair qui proposait en janvier de doubler la flotte à 60 appareils, créant ainsi 1 000 nouveaux emplois ».

### Lundi15 juin 2009
- Chine : La Chine défend, au nom de la protection de l'environnement, ses restrictions sur ses exportations de certaines matières premières : « Taxer les exportations de certains biens polluants et hautement consommateurs d'énergie vise à améliorer l'environnement commercial mondial et la structure des exportations chinoises, et à renforcer les mesures de protection de l'environnement [...] Il n'y a pas de politique commerciale parfaite — nous ne pouvons à la fois prendre des mesures complètes de protection de l'environnement et demander que les prix n'en soient pas affectés ». L'Union européenne et les États-Unis pourraient attaquer ces mesures devant l'Organisation mondiale du commerce, pour protester contre les restrictions imposées par Pékin sur les exportations d'une vingtaine de produits, comme le cuivre, le tungstène, la bauxite ou le carbonate de magnésium.

- Union européenne : L'Office européen des statistiques indique que 1,22 million d'emplois ont été détruits au premier trimestre dans la zone euro, et 1,916 million d'emplois dans l'ensemble des 27 pays de l'Union européenne, soit un recul global de 0,8 % comparé aux trois mois précédents. C'est le troisième trimestre consécutif de baisse de l'emploi. Au premier trimestre, 223,8 millions d'Européens avaient un emploi dans l'UE, dont 146,2 millions en zone euro.

### Mardi16 juin 2009
- États-Unis :
  - La production industrielle américaine continue en mai son recul pour le septième mois consécutif. En glissement annuel, sa chute atteint 13,4 %. Le taux d'utilisation des capacités industrielles atteint 68,3 % en mai, son nouveau plus bas depuis 1967, date de la première publication de cet indicateur. La recul de la production manufacturière atteint 15,3 % en glissement annuel.
  - La nouvelle direction du site de socialisation MySpace annonce la réduction de 30 % de ses effectifs, supprimant près de 500 postes aux États-Unis.

- France : Le MEDEF présente son programme anti-crise, « PME attitude » visant notamment à favoriser l'emploi dans les petites entreprises ou à faciliter un renforcement des fonds propres dans les PME. Ce programme prône notamment d'étendre aux entreprises de moins de 50 salariés des exonérations de cotisations patronales pour les entreprises qui embauchent, d'élargir aux entreprises de moins de 500 salariés la possibilité de déduire un investissement de l’impôt sur la fortune (ISF), et porter le plafond de 50 000 à 100 000 euros, d'octroyer une prime de 6 000 euros aux petites entreprises embauchant un VIE (volontaire international en entreprise) et de permettre à celui qui reprend une PME de pouvoir déduire de ses impôts une partie du montant de son acquisition[7].

- Union européenne : L'avionneur Airbus annonce son premier grand contrat de l'année, au premier jour du Salon du Bourget assombri par la crise : Qatar Airways, une des grandes compagnies du Golfe, a acheté 24 moyen-courriers de la famille des A320 pour 1,9 milliard de dollars.

### Mercredi17 juin 2009
- États-Unis : Le constructeur automobile Ford, seul des trois grands constructeurs américains à ne pas avoir déposé le bilan, annonce qu'il « se porte très bien ». Les modèles récents ont fait progresser les ventes qui ont profité d'un transfert de consommateurs, à l'issue du dépôt de bilan de Chrysler et General Motors. Ford, à la différence de Chrysler et GM, a choisi de se restructurer sans aide de l'État fédéral, disant avoir assez de liquidités pour gérer la refonte de sa gamme de véhicules et une réduction de son périmètre, et ce malgré la crise du marché automobile. Cumulant cependant plus de 30 milliards de dollars de pertes depuis 2006, il vise toujours un retour à la rentabilité avec des flux de trésorerie positifs à l'horizon 2011.

- Inde : Le taux d'inflation annuel des prix de gros en Inde était négatif (-1,6 %) début juin, une première depuis 33 ans, ce qui alimente les craintes de déflation. Ce chiffre se situait autour de +13 % en août dernier, mais les cours des matières premières, notamment du pétrole, se sont depuis effondrés sous l'effet de la crise économique mondiale.

- Suisse : Le ministère de l'Économie annonce un troisième paquet de mesures, d'un montant total de 750 millions de francs suisses (près de 500 millions d'euros), pour faire face à la crise économique et notamment à ses conséquences sur l'emploi. Le PIB devrait se contracter de 2,7 % en 2009 et de 0,4 % en 2010. « La hausse attendue du chômage est particulièrement forte et la récession risque d'être particulièrement longue et marquée ». Le ministère table sur un taux de sans emplois de 3,7 % pour cette année, après 2,6 % en 2008. 400 millions de francs suisses seront utilisés pour lutter contre le chômage de longue durée, le chômage des jeunes et pour créer des incitations aux formations complémentaires.

- Union européenne : La Banque européenne d'investissement (BEI), dans le cadre du Mécanisme européen pour des transports propres (METP), accorde un prêt de 300 millions d'euros au groupe français Safran qui « servira à financer la R&D de moteurs aéronautiques faiblement consommateurs en carburant et plus respectueux de l’environnement ». Sa filiale, le motoriste aéronautique Snecma, développera un moteur destiné aux avions monocouloirs de 110 à 210 places qui réduira de 16 % la consommation de carburant, de 15 à 20 décibels les émissions sonores et de 60 % les émissions d'oxyde d'azote. Le groupe travaille aussi sur une technique, dite « open-rotor », qui devrait permettre à terme une amélioration de 25 % de la consommation de carburant et des émissions de dioxyde de carbone.

### Jeudi18 juin 2009
- États-Unis : Selon le gouverneur, le français Areva, no 1 mondial du nucléaire, participera au nouveau projet de construction d'un réacteur EPR en collaboration avec la coentreprise Unistar, formée par EDF et Constellation Energy, l'électricien Duke Energy et le spécialiste américain de l'enrichissement USEC. Ce projet permettra la création d'un parc d'énergie propre qui créera des emplois durables et développera l'économie du sud de l'Ohio.

- Royaume-Uni : Le déficit public britannique mensuel s'est gonflé à 18,8 milliards de livres (22,1 milliards d'euros) en mai, contre 9,6 milliards un an plus tôt.

- Union européenne :
  - Les producteurs européens de lait, venus d'Allemagne, de France, de Belgique mais aussi de Suisse, ont manifesté avec des centaines de tracteurs, à Bruxelles à l'occasion du sommet des dirigeants de l'UE, pour protester contre la brutale chute des prix qui met selon eux leur existence en danger. Ils demandent un relèvement des tarifs, via notamment une limitation de la production dans l'Union européenne, ainsi que des aides financières[8].
  - Les chefs d'État et de gouvernement de l'UE, réunis en sommet, ont conclu un accord de principe pour renforcer la supervision financière afin d'éviter une nouvelle crise comme celle qui a ébranlé l'Europe à partir de septembre 2008. La réforme prévoit notamment la création d'un « comité européen du risque systémique », qui avertirait les autorités nationales et émettrait des recommandations quand il détecte un problème important. Elle prévoit aussi de mettre en place trois nouvelles autorités paneuropéennes chargées de la surveillance des banques, des assureurs et des marchés financiers. Elles remplaceraient des comités consultatifs existants, en leur donnant un vrai pouvoir décisionnel.

### Vendredi19 juin 2009

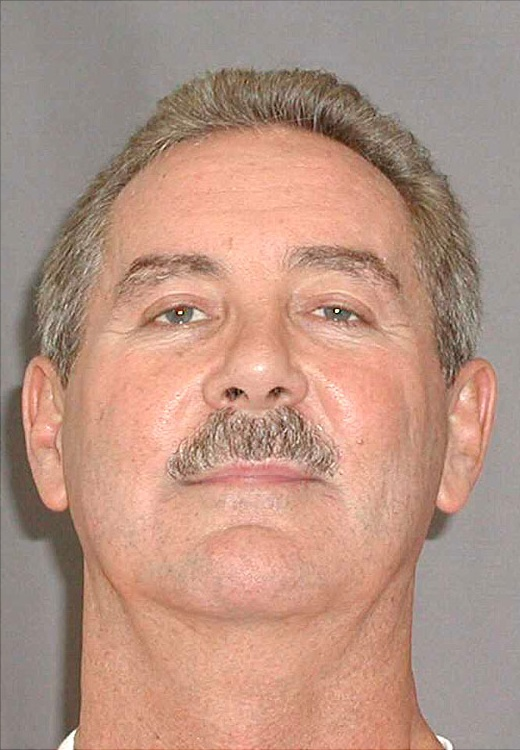
Allen Stanford
(juin 2009)

- États-Unis : le financier américain Allen Stanford, poursuivi pour une escroquerie de plusieurs milliards de dollars, est officiellement inculpé de fraude hier et se rend au FBI de Virginie. Cette affaire de fraude porte, selon la SEC, sur 9,2 milliards de dollars de faux placements, l'accusant d'avoir mis en place un système de fraude pyramidale où il s'agit de piocher dans l'argent collecté auprès des investisseurs pour leur payer des intérêts, sans réaliser les rendements promis aux clients[9].

- Italie : le taux de chômage a progressé à 7,3 % de la population active au premier trimestre 2009, contre 6,9 % au quatrième trimestre 2008.

### Samedi20 juin 2009
- Canada : L'équipementier en télécommunication Nortel annonce la vente de la plupart de ses activités « sans fil » à Nokia Siemens Networks (divisions CDMA et LTE) pour 650 millions US$, ce qui représente environ 2 500 salariés.

- États-Unis : Le gouverneur de la Californie, Arnold Schwarzenegger, demande l'état de catastrophe naturelle pour le comté de Fresno, considéré comme le cœur de l'agriculture californienne, et en proie à une grave sécheresse pour la troisième année consécutive. Selon une étude, 70 000 emplois sont menacés par la sécheresse dans la Vallée centrale de Californie où le taux de chômage atteint déjà 20 % dans certaines régions.

### Lundi22 juin 2009
- Belgique,  Allemagne : La Commission européenne autorise la prise de contrôle de la compagnie aérienne Brussels Airlines, héritière de la Sabena, par sa concurrente allemande Lufthansa, à la suite de concessions de cette dernière, sur les lignes depuis Bruxelles, permettant à de nouveaux entrants d'exploiter des vols sur chacune des quatre liaisons (Munich, Hambourg, Francfort et Zürich) qui suscitait les craintes de la Commission.

- Italie : Selon l'Istat, les commandes à l'industrie se sont à nouveau effondrées en avril (-32,2 % en glissement annuel) en Italie, sous l'effet d'une chute des commandes en provenance de l'étranger, mauvais présage pour l'économie de la péninsule. Le chiffre d'affaires de l'industrie a pour sa part reculé de 22,2 % sur un an et est resté stable sur un mois.

- Moldavie : Le Premier ministre russe, Vladimir Poutine, annonce que la Russie est prête à accorder un crédit de 500 millions de dollars à la Moldavie, ex-république soviétique, en proie à une crise politique et économique.

- Slovaquie : La compagnie aérienne à bas coûts SkyEurope, cotée à la Bourse de Vienne et en proie à des difficultés financières structurelles, a déposé volontairement son bilan, obtenant « du tribunal compétent de Bratislava le gel des créances afin de permettre à sa direction de mener à bien une réorganisation ». Selon la direction, « SkyEurope a effectué volontairement cette démarche pour se donner le temps d'optimiser le potentiel de son réseau, de réorganiser ses dettes et de rendre l'entreprise plus attractive pour des investisseurs potentiels ».

- Suisse : Le groupe chimique Clariant annonce une nouvelle suppression de 500 emplois dans le monde et d'autres « probables » mesures de restructuration. Quelque 200 de ces postes concernent les sites de Clariant en Europe, dont 70 en Allemagne et 40 en Suisse, le reste étant réparti sur les autres sites du groupe dans le monde : « la crise économique a conduit à un effondrement de la demande dans l'industrie chimique ». Clariant a déjà supprimé depuis janvier 1 350 postes.

- Union européenne : Les ministres de l'Agriculture ont adopté un projet de réglementation concernant « les nouveaux aliments », se prononçant pour un encadrement plus strict de la commercialisation d'aliments tirés d'animaux clonés, sans aller jusqu'à leur interdiction pure et simple réclamée par les eurodéputés et des ONG. Ce projet concerne toute une série de produits exotiques allant des algues au plancton jusqu'aux larves de scarabées, mais aussi et surtout les produits alimentaires tirés d'animaux clonés et de leur progéniture, visant à stimuler le développement et la mise sur le marché de l'Union « d'aliments innovants sûrs », tout en garantissant « un niveau élevé de sécurité des aliments et de protection de la santé humaine »[10].

### Mardi23 juin 2009
- États-Unis : Le département fédéral de l'Énergie annonce qu'il débloquait huit milliards de dollars de prêts pour aider les constructeurs automobiles Ford, Nissan et Tesla à produire des voitures propres et économes. Ford qui obtient 5,9 milliards de dollars annonce un programme d'investissement de 14 milliards de dollars, prévu sur sept  ans, pour des véhicules bénéficiant de technologies avancées. Nissan obtient 1,65 milliard de dollars, et Tesla, spécialiste des voitures électriques, 465 millions de dollars[11].

- France : Le groupe Danone réussit son augmentation de capital de 3 milliards d'euros, souscrite à 182 %. La somme levée va permettre « principalement » de réduire sa dette financière. Fin 2008, Danone avait lancé une émission obligataire pour un montant d'un milliard d'euros. Le groupe a également annoncé la vente de Frucor, sa filiale en Australie et en Nouvelle-Zélande spécialisée dans les boissons énergétiques pour plus de 600 millions d'euros[12].

### Mercredi24 juin 2009
- Europe : Le sidérurgiste anglo-néerlandais Corus, filiale de l'indien Tata Steel et deuxième producteur d'acier en Europe, annonce qu'il allait supprimer jusqu'à 2.045 emplois supplémentaires, principalement au Royaume-Uni, après en avoir supprimé 3.500 en début d'année.

- France :

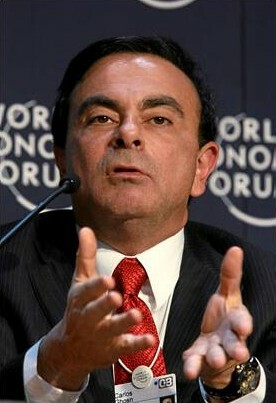
Carlos Ghosn
(janvier 2008)

  - Le groupe pneumatique Michelin pré-annonce son objectif de supprimer entre 1 700 et 3 000 emplois en France d'ici à la fin 2011. Ces chiffres ne prennent pas en compte les 1 093 départs naturels à la retraite qui ne seront pas remplacés.
  - Les instances dirigeantes du groupe Banque populaire et de la Caisse d'épargne entérinent la fusion entre les deux groupes bancaires ce qui donnera naissance à la deuxième banque française la BPCE, avec 7 700 agences et 34 millions de clients.
  - Le groupe Renault-Nissan a investi un milliard d'euros pour son projet de véhicules électriques, selon son PDG Carlos Ghosn qui prévoit que les véhicules électriques « pourraient représenter 10 % du marché mondial à l'horizon 2020 », « ce projet, prioritaire de l'Alliance, a nécessité un investissement de l'ordre d'un milliard d'euros ». Nissan entend lancer son premier véhicule entièrement électrique aux États-Unis et au Japon en 2010, puis le commercialiser massivement à l’échelle mondiale à partir de 2012. Renault lancera, lui, ses modèles tout électrique sur le marché à partir de 2011[13].

### Vendredi26 juin 2009
- Italie : Le gouvernement adopte un nouveau décret-loi prévoyant un paquet de nouvelles mesures anti-crise pour un montant de près de deux milliards d'euros répartis entre dépenses nouvelles et réductions d'impôts. La principale mesure du plan prévoit la détaxation partielle des bénéfices des entreprises, à condition qu'ils soient réinvestis. L'autre mesure phare est la réduction prévue des factures de gaz pour les entreprises et les familles.

### Lundi29 juin 2009
- France : Le secteur du service à la personne souffre et la demande se tarit avec la crise économique actuelle et une concurrence mal régulée. La plupart des grandes enseignes nationales (France Domicile, Séréna, Adar, Familic, Acadomia) sont en déficit et elles licencient[14].

- Turquie : selon le ministre de l'Économie, Ali Babacan, le PIB de la Turquie s'est contractée de 13,8 % au premier trimestre 2009, contre +1,1 % en 2008, +4,7 % en 2007, +6,9 % en 2006, +8,4 % en 2005, +9,9 % en 2004. S'agissant du deuxième trimestre de baisse (-6,2 % au quatrième trimestre 2008), la Turquie est entrée en récession qui s'est traduite par des licenciements massifs et une augmentation du taux de chômage à 15,8 % de la population active. La Turquie est en négociation depuis plus d'un an avec le Fonds monétaire international pour un nouveau prêt de trois ans visant à minimiser les effets de la crise, après l'expiration en mai 2008 d'un premier prêt de 10 milliards de dollars. Parmi les signes positifs de la prochaine amélioration de l'économie turque, le ministre a cité la « forte capitalisation » et les « profits solides » des banques, l'amélioration nette du moral des ménages et de l'opinion des investisseurs sur le pays, le peu d'endettement des grands groupes du pays et la reprise de prêts au secteur privé, « cependant, la hausse du déficit budgétaire et la dégradation de la qualité des prêts pourraient, sans intervention déterminée, jeter une ombre sur les perspectives de croissance, y compris en limitant la capacité des banques à étendre leurs crédits »[15]

### Mardi30 juin 2009
- France
  - Le nouveau patron du groupe de distribution Carrefour, Lars Olofsson, annonce un plan d'économie de 4,5 milliards d'euros d'ici à 2012, notamment en réorganisant la structure du groupe, ses services d'achats et en réduisant ses stocks à 7 jours.
  - Le conseil de surveillance du groupe nucléaire public Areva, présidé par Jean-Cyril Spinetta, décide d'augmenter son capital de 15 % et de mettre en vente sa filiale de transmission et distribution d'électricité (T&D). Cette ouverture du capital et l'entrée de nouveaux partenaires fera descendre la part de l'État à environ 78 %, contre plus de 90 % actuellement. Les projets de construction de centrales nucléaires se multiplient dans le monde. Les cash flow d'Areva n'étant pas suffisants, ce plan doit permettre au numéro un mondial du secteur de financer une activité en forte croissance (développement des mines d'uranium, construction d'usines de combustibles...), mais aussi le rachat de la part de 34 % de l'allemand Siemens dans Areva NP (réacteurs), aujourd'hui évaluée à 2 milliards. Le montant global de ces projets est estimé à 10 milliards hors acquisitions[16].